# Furazolidon
Furazolidon je nitrofuranski antibiotik. Ovaj lek proizvodi i prodaje preduzeće Roberts Laboratories pod imenom Furokson i GlaxoSmithKline kao Dependal-M.

## Upotreba
Furazolidon se koristi u medicini i veterini. Oni ima širok spektara dejstava protiv
- Gram positivne bakterije
- Gram negativne bakterije
- Protozoa
  -  vrste

### Medicinska upotreba
Ovaj lek se koristi za tretiranje dijareja i enteritisa uzrokovanog bakterijskim ili protozoalnim infekcijama. On je korišten za tretman putničke dijareje, kolere i . Primena ovog leka u lečenju infekcija Helicobacter pylori je takođe predložena.
Furazolidone je korišten za tretman giardija (uzkovananih vrstom Giardia lamblia), mada on nije primarni tretman.

## Spoljašnje veze
|  | Molimo Vas, obratite pažnju na važno upozorenje u vezi sa temama iz oblasti medicine (zdravlja). |